# MPPH-Syndrom
Das MPPH-Syndrom, Akronym für Megalenzephalie, Polymikrogyrie, postaxiale Polydaktylie und Hydrozephalus, ist eine sehr seltene angeborene Erkrankung mit den namensbildenden Hauptmerkmalen.
Die Erstbeschreibung stammt aus dem Jahre 1998 durch die Essener Pädiaterin Gudrun Göhlich-Ratmann und Mitarbeiter.

## Verbreitung
Die Häufigkeit wird mit unter 1 zu 1.000.000 angegeben, bislang wurde über etwa 60 Betroffene berichtet. Die Vererbung erfolgt teilweise autosomal-dominant.

## Ursache
Je nach zugrunde liegender Mutation können folgende Typen unterschieden werden:
- Typ I, Mutationen im PIK3R2-Gen auf Chromosom 19 Genort p13.11[4]
- Typ II, Mutationen im AKT3-Gen auf Chromosom 1 Genort q43-q44[5]
- Typ III, Mutationen im CCND2-Gen auf Chromosom 12 Genort p13.32[6]

## Klinische Erscheinungen
Klinische Kriterien sind:
- Manifestation im Neugeborenen- oder Kleinkindalter
- Makrozephalie oder Megalenzephalie mitunter bereits vorgeburtlich beginnend
- postaxiale Polydaktylie
- Muskelhypotonie
- Epilepsie frühzeitig einsetzend
- Geistige Behinderung
- Sprechstörung durch Beeinträchtigung der Mundmuskulatur

## Diagnose
Die Diagnose kann bereits intrauterin vermutet werden.
Mit der medizinischen Bildgebung können Fehlbildungen der Großhirnrinde, insbesondere Polymikrogyrie, fortschreitende Vergrößerung der Hirnventrikel, nach kaudal verlagerte Kleinhirntonsillen bis Chiari-Malformation sowie Verdickung des Corpus callosum nachgewiesen werden.

## Differentialdiagnostik
Abzugrenzen sind:
- MCAP-Syndrom
- PTEN-Hamartom-Tumor-Syndrom[9]